# Tatratea
Tatratea (dříve Tatranský čaj) je likér na bázi čaje a bylinek vyráběný společností Karloff v Kežmarku na základě receptů z hor. Jeho nejprodávanější varianta je 52% Original, které se prodá více než půl milionu lahví ročně. Obsahuje sadu černých a bílých čajů, bylinných extraktů a ovocných extraktů. V současné době[kdy?] je dostupný ve 14 různých příchutích a různém obsahu alkoholu.
Extrakt z čaje a bylin zraje v dubových sudech, potom následuje proces extrakce a filtrace. Proces zrání trvá 8 týdnů. Alkohol se vyrábí z melasy. Po vyzrání se nápoj nechá odležet a potom se plní do lahví.

## Historie
Recept na původní Tatranský čaj vyvinuli lidé žijící ve Vysokých Tatrách. Bylo mezi nimi starým zvykem nabízet hostům horký čaj obohacený o bylinný likér. Tento recept byl základem dnešního nápoje.
Jeho výroba a distribuce začala počátkem roku 2003, když ho chtěl Ján Semaňák uvést na slovenský trh jako „národní nápoj“. Nejdříve uváděl na trh menší série, po úspěchu od začátku roku 2004 se vyrábělo větší množství. V roce 2009 dostal Tatranský čaj nový obal, designové lahve dostaly nápis Tatratea a značka zaznamenala úspěch i v zahraničí. Později se k čajovým verzím přidaly i ovocné, po kterých následovala třetí generace založená na bylinách. Do roku 2010 byla vyráběna i verze s 82% obsahem alkoholu, která byla určená především do míchaných nápojů, výrobcem byla následně stažena z trhu i výroby.

## Druhy

### První série – čajová[1]
- 22% Kokos – na bázi bílého čaje a kokosového extraktu, jeden z nejslabších obsahu alkoholu, láhev je bílá a nápoj světle zlatý
- 32% Citrus – obohacený o extrakty citronu a limetky, láhev je světle zelená, nápoj jantarový
- 42% Broskev – nejsladší varianta vyrobená z bílého a černého čaje a extraktu z broskví, láhev má broskvovou barvu, nápoj je zlatožlutý
- 52% Original – původní verze vyrobená z černého čaje a vysokohorských bylin, láhev je černá, nápoj je jantarovo-mahagonový
- 62% Lesní ovoce – na bázi černého čaje s extrakty z lesních plodů – borůvek, ostružin a lesních jahod, barva lahve je fialová, nápoj je červeně mahagonový
- 72% Zbojnický – nejsilnější z rodiny Tatratea, recept je podobný jako u 52%, obsahuje ale méně cukru a je obohacený o chinový extrakt

### Druhá série – ovocná[2]
- 17% Mléko a čaj – varianta s nejnižším obsahem alkoholu, vyrobený smícháním 52% varianty a smetany, lahev je zlatá
- 27% Acai a arónie – vyrobený z bobulí acai a aronie, láhev má modrou barvu
- 37% Ibišek a červený čaj – vyrobený z červeného čaje, ibišku a višní, láhev je růžová
- 47% Květový – vyrábí se ze sedmi druhů lučních květů, sedmi květů z keřů a sedm květů ze stromů, místo cukru je slazen medem, láhev je žlutá
- 57% Šípek a rakytník – základ z červeného čaje, obohacený o vůni šípku a rakytníku, láhev je oranžová
- 67% Jablko a hruška – vyrobený z jablek a hrušek, láhev má tmavě červenou barvu

### Třetí série – bylinná[3]
- 35% Bylinný – vyrobený bez přídavku cukru, slazený extrakty z rozinek, fíků a stévie, obsahuje více než 30 druhů bylin, hlavně ostropestřec, vrbovku a zelený čaj, láhev je tmavě zelená
- 35% Hořký – vyrobený bez přídavku cukru, také se sladí rozinkami, fíky a stévií, obsahuje více než 30 bylin, hlavně pelyněk, hořec a ostropestřec, láhev je hnědá

### Limitovaná edice[4]
- 40% Chaga a aloe vera – tato edice je založena na černém čaji a koncentrátech z aloe vera a houby čaga, vyrábí se pouze pro slovenský trh, v ČR nedostupná
- 52% ALE ČAU LIMITED EDITION – v roce 2021 slovenský YouTuber Duklock udělal ve spolupráci s Tatratea limitovanou edici černého čaje se zlatým nápisem ALE ČAU, ke kterému přidal i dva panáky se stejným nápisem. Limitovaná edice zmizela během pár hodin.
- 22% ALE ČAU LIMITED EDITION – i v roce 2022 Duklock udělal ve spolupráci s Tatratea limitovanou edici. Edice měla bílou lahev s červeným nápisem ALE ČAU a dalšími červenými prvky. Bylo vyrobeno pouze 500 kusů, z nichž prvních 100 bylo očíslováno. Stejně jako předchozí rok byla vyprodána během pár hodin. Akorát s tím rozdílem, že byla určená pouze pro Slovensko.

## Ocenění[5]
- International Spirits Challenge 2010, Londýn
- SIAL Trends & Innovations Award, Paříž
- European Design Awards 2010, Rotterdam
- Red Dot Design Award 2010 – vítěz, Essen
- Penta Awards 2010, Šanghaj
- Zlatý Klinec 2010, Bratislava
- Beverage Testing Institute 2010 – bronzová medaile pro Tatratea 52%, Chicago
- Horeca Gastrofood 2010, Krakov
- Superrior Taste Award 2010, Brusel
- Best Drink 2010 – zlatá medaile pro Tatratea 52%, Kyjev
- United Vodka Competition 2011 – zlatá medaile za kvalitu a stříbrná medaile za design pro Tatratea 52%, Cannes
- World Spirits Competition 2011 – zlatá medaile pro Tatratea 42%, San Francisco
- China Spirits Awards 2012 – zlatá medaile pro Tatratea 72%, Hongkong
- International Wine And Spirit Competition 2013 – bronzová medaile, Londýn
- Riga Food 2013 – zlatá medaile za obalový design, Riga
- Danubius Gastro 2016 – pro Tatratea 35%, Bratislava

## Koktejly
Tatratea je vhodný na výrobu koktejlů, speciální koktejly s Tatratea vytvořil přední slovenský barman Marian Beke např.:
- Sunrays
- Rain Drop
- Rosery
- Wolfpack
- Forest Glade
- a další…